# Santa Maria de Gàver
Santa Maria de Gàver és una església romànica del poble de Gàver, al municipi d'Estaràs inclosa en l'Inventari del Patrimoni Arquitectònic de Catalunya.

## Descripció

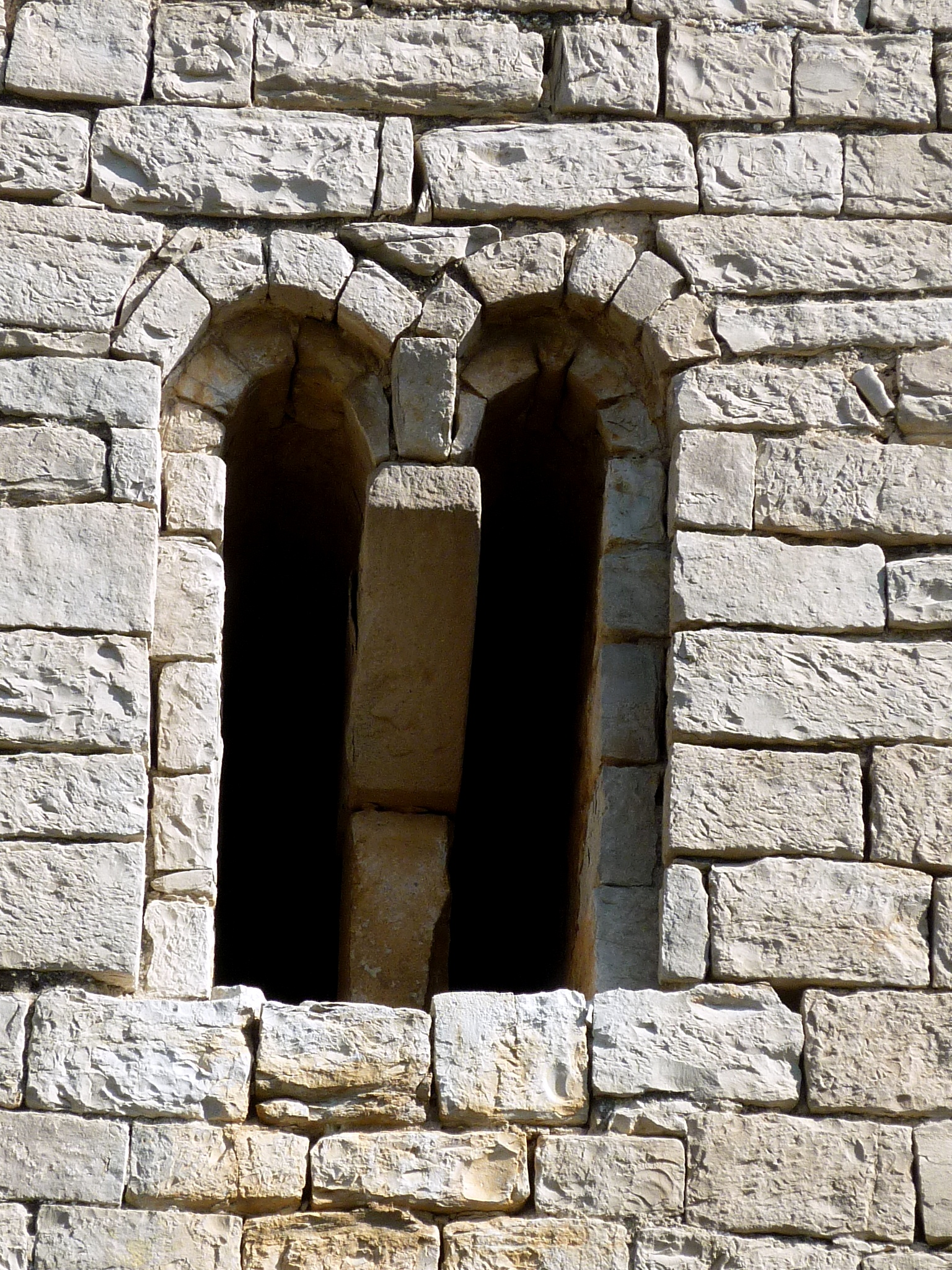
finestra geminada

Antiga església situada dalt del turó, vora la torre de defensa i aïllada del nucli urbà. Per accedir a l'església cal agafar un camí sense asfaltar que surt d'un extrem del poble (41° 41′ 18″ N, 1° 23′ 32″ E / 41.68833°N,1.39222°E), i està perfectament indicat a partir d'un rètol. L'edifici se'ns presenta remodelat, de planta rectangular, amb dos naus bessones amb volta de canó apuntada, la part de migdia romànica (amb l'absis modificat) fou ampliada per la banda nord obrint una arcada de tipologia gòtica, capçalera plana i coberta a doble vessant. A la façana principal, orientada a migjorn, hi ha la porta d'accés d'arc de mig punt adovellat i s'obra a l'antic cementiri del poble. En aquesta façana principal també hi ha una finestra geminada amb columna i capitell trapezial, un campanar d'espadanya amb dos ulls d'arc de mig punt, un contrafort emprat pel reforçar l'angle sud-oest i dues finestres de doble esqueixada que il·luminen l'absis. Al mur de ponent, també disposa d'un finestra geminada de les mateixes característiques que la situada a la façana de migjorn. El parament de l'església és de carreus i carreuons que alternen la forma quadrada i rectangular disposats en filades regulars.

## Història
El lloc de Gàver és documentat per primera vegada el 1015, any en què formava part de la marca extrema del comtat de Berga. Tot i aquesta vinculació, la parròquia de Gàver va pertànyer des dels seus inicis fins al 1957 al bisbat de Vic, moment en què passà a la diòcesi de Solsona.
La parròquia de Gàver és esmentada ja en les primitives relacions de parròquies del bisbat de Vic dels segles xi i xii amb el nom de Gaver o Gavar. Consta que el prevere del lloc pagava dos sous de tributació a la catedral. Hom ha calculat que la fundació de la parròquia s'hauria de situar entre 1026 i 1050 i sempre tingué com a sufragània l'església de Sant Julià d'Estaràs.
El 1971 perd el seu caràcter parroquial, ja que es basteix un nou edifici al peu de la carretera. Durant els anys vuitanta del segle XX un grup de veïns portaren a terme diverses intervencions per evitar la seva degradació.